# Левицкий, Дмитрий Гаврилович
Леви́цкий Дми́трий Гаври́лович (1873—1935) — русский и советский учёный, горный инженер, заведующий первой в России Центральной спасательной станцией, один из основателей горноспасательного дела в России, крупный специалист в области пожарной безопасности горнодобывающих предприятий.

## Биография
Родился в 1873 году в г. Одессе, Новороссийско-Бессарабское генерал-губернаторство.
В 1891 году окончил Ришельевскую гимназию.
В 1895 году окончил Новороссийский университет.
В 1901 году окончил Горный институт в Санкт-Петербурге и начал работу на Одесском сталелитейном заводе, затем на Перекопских соляных промыслах в Таврической губернии.
В 1904 году переехал в Донбасс, где работал на Берестовском, Екатериновском, Рутченковском, Григоревском и Рыковском рудниках (современный Донецк) в должности заведующего горными работами, а затем и рудниками.
Являлся заведующим шахтой № 4/4 бис Макарьевского рудника Рыковских угольных копей, когда там произошла страшная катастрофа, которая и до сего дня остаётся самой крупной аварией на угледобывающих предприятиях России. 18 июня 1908 года в шахте № 4-4 бис произошёл взрыв метана и угольной пыли, вызвавший подземный пожар. В результате аварии погибло 274 шахтёра, 47 — получили тяжёлые травмы. Д. Г. Левицкий, узнав о взрыве, немедленно направился в шахту. Рискуя жизнью, лично организовал тушение пожара, начавшегося на динамитном складе. Спас десятки рабочих. Едва приведённый в чувство после тяжёлого отравления угарным газом, снова спустился в шахту и возглавил спасательные работы. Д. Г. Левицкий, как заведующий, нёс непосредственную ответственность за безопасность выполняемых в шахте работ и своей вины не умалял. За случившуюся аварию был привлечён к суду и, учитывая проявленный героизм и самоотверженность, получил наказание в виде нескольких месяцев ареста. После этой аварии Д. Г. Левицкий решил целиком посвятить свои силы, опыт и знания безопасности труда шахтёров.
Идя навстречу его пожеланиям, Совет Съезда горнопромышленников юга России в конце 1908 года назначил Д. Г. Левицкого заведующим первой в России Центральной спасательной станцией в Макеевке. С этого момента он всецело посвятил себя горноспасательному делу и изучению вопросов, связанных с предупреждением взрывов газа и пыли в шахтах.

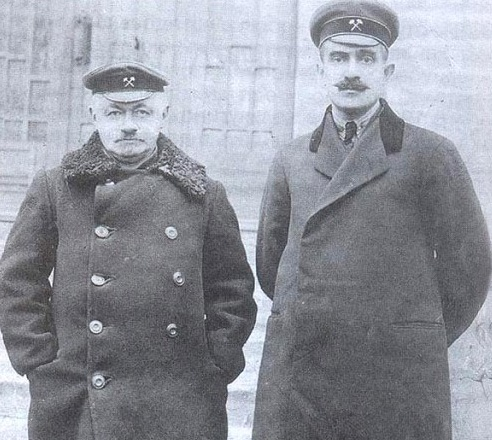
Д. Г. Левицкий (слева) и Б. Ф. Гриндлер, 1916

Организовал Макеевскую школу горных десятников для горнорабочих, окончание постройки Центральной спасательной станции и её дооборудование. На шахтах и в 16 пунктах были организованы вечерние курсы для подземных рабочих и подготовки кадров.
С целью ознакомления с зарубежным опытом изучения взрывчатых свойств каменноугольной пыли посетил Австрию, Германию, Бельгию, Англию и Францию.
С 1910 года на Центральной спасательной станции под руководством Д. Г. Левицкого и Н. Н. Черницына было положено начало изучению взрываемости рудничного газа и угольной пыли. По результатам работ Д. Г. Левицкого и Н. Н. Черницына, выполненных в 1914-1915 годах, 24 пласта на шахтах Донбасса были признаны опасными по взрываемости угольной пыли.
В 1911 году, в результате большой серии экспериментов, Д. Г. Левицкий разработал первый в России «оживляющий» аппарат «Макеевка» (регенераторный респиратор) оригинальной конструкции, основанной на использовании жидкого кислорода. Под влиянием критической статьи Д. Г. Левицкого, опубликованной им в одном из английских журналов, немецкая фирма «Dräger», специализировавшаяся на производстве горноспасательного оборудования, переконструировала свой дыхательный аппарат с учётом замечаний Д. Г. Левицкого.
Основал ряд центральных и групповых горноспасательных станций в Донбассе, Криворожском железорудном бассейне, Кизеловском угольном бассейне и в г. Анжеро-Судженске (Кузбасс).
Организовал создание первой в России научно-лабораторной базы для изучения вопросов обеспечения безопасности работ в шахтах. Под руководством Д. Г. Левицкого на базе Центральной спасательной станции были созданы и оборудованы:
- метеорологическая станция;
- газоаналитическая лаборатория;
- сейсмическая станция (при участии Н. Н. Черницына).

Неоднократно проявлял личное мужество и героизм при спасении шахтёров, застигнутых авариями, в том числе в шахте «Итальянка» (1912).
В 1916 году, по возрасту, оставил горноспасательную службу.
После революции работал в управлениях каменноугольной промышленности в г. Харькове.
С 1927 по 1931 год трудился в бюро безопасности Донугля.
С 1931 года и до последних дней — научный руководитель в Сталинском научно-исследовательском угольном институте (ныне — институт ДонУГИ). За многолетнюю плодотворную работу и многочисленные научные труды получил почётное звание «Действительный член института».
Скончался 23 ноября 1935 года в г. Сталино.

## Память
По ходатайству ряда предприятий, где работал Д. Г. Левицкий, исполком Сталинского городского совета депутатов трудящихся в 1961 году переименовал улицу Бульварную в улицу имени Д. Г. Левицкого (Ворошиловский район г. Донецка).
Здесь, в честь Д. Г. Левицкого, установлен памятный знак.
Основные этапы жизни и деятельности Д. Г. Левицкого в период до 1917 года раскрыты в документальной повести В. Е. Мухина «Поднадзорный Черницын» (1960), где описано становление горноспасательного дела в Донбассе и организация первой Центральной спасательной станции в Макеевке.